# Stowarzyszenie Mont Pelerin
Stowarzyszenie Mont Pèlerin (ang. Mont Pèlerin Society, MPS) – pozarządowa organizacja międzynarodowa złożona z ekonomistów, filozofów, historyków, politologów oraz innych intelektualistów, którym bliska jest ideologia klasycznego liberalizmu w sferze ekonomicznej i politycznej. Tradycję spotkań MPS uznaje się także za jeden z korzeni neoliberalizmu, choć jest to pojęcie używane obecnie bardzo wieloznacznie.

## Historia i nazwa
Stowarzyszenie powstało w 1947 roku, gdy profesor Friedrich August von Hayek zaprosił 36 naukowców, głównie ekonomistów, do szwajcarskiego kurortu Mont Pèlerin, aby omówić obecną sytuację oraz dalsze losy klasycznego liberalizmu w teorii i praktyce. Miała być to kontynuacja przedwojennej konferencji znanej jako Kolokwium Waltera Lippmanna. Wśród założycieli stowarzyszenia znajdowali się zarówno myśliciele o nastawieniu klasyczno-liberalnym (jak Hayek i Ludwig von Mises), jak i ordoliberalnym (jak Alexander Rüstow) czy socjaldemokratycznym (jak Karl Popper). Według relacji, w czasie jednej z pierwszych dyskusji Mises opuścił pomieszczenie w burzliwym nastroju, krzycząc „jesteście wszyscy bandą socjalistów”.
Założyciele MPS podkreślali, że nie jest jej celem prowadzenie jakiejkolwiek propagandy czy utożsamianie się z jakąkolwiek partią polityczną. Celem MPS miała być wymiana poglądów pomiędzy podobnie myślącymi naukowcami w nadziei, aby wzmocnić idee wolnego społeczeństwa oraz badać prace, wady oraz zalety demokratycznych i prorynkowych systemów ekonomicznych.
Początkowo Hayek, Mises i Wilhelm Röpke pragnęli nazwać stowarzyszenie mianem “Acton-Tocqueville Society”, ale Acton i Tocqueville byli katolickimi arystokratami, co nie spodobało się amerykańskim, protestanckim członkom (pomysł ten oprotestował Frank Knight: „Jeśli nazwiecie to stowarzyszenie po dwóch rzymskokatolickich arystokratach, odejdę”). Ostatecznie uhonorowano miejsce pierwszego spotkania naukowców w Mont Pèlerin Hotel, stojącego nad Jeziorem Genewskim, pod szczytem góry o tej samej nazwie, podobnie nazywając swoją organizację.
Na prośbę Henry’ego Hazlitta, w 1946 roku, swoje obawy na temat rozwoju towarzystwa wyraził Ludwig von Mises. Twierdził, że jeśli celem konferencji jest promocja rozwiązań wolnościowych to organizatorzy nie powinni zapraszać do swojego grona interwencjonistów, co miało być w jego opinii, bezproduktywne i destruktywne dla próby realizacji celów spotkań.
W 1961 roku, w kontrze do antykatolickiej tendencji, organizacje opuścił Wilhelm Röpke, Alexander Rüstow oraz Erik von Kuehnelt-Leddihn podkreślając dopełniające dla wolności znaczenie chrześcijaństwa.
Libertarianin Hans-Hermann Hoppe, trzykrotny prelegent i negatywnie rozpatrzony kandydat na członka stowarzyszenia, skrytykował je za oportunistyczne porzucenie pryncypiów, błędną strategię i niewłaściwy, w stosunku do deklarowanego celu, dobór kadr. W 2006 roku założył mające być alternatywą Towarzystwo Własności i Wolności („The Property and Freedom Society”).
Od 1947 roku odbyły się 32 zjazdy generalne oraz 27 zjazdów regionalnych, które miały miejsce głównie w Europie, ale również i w USA, Japonii, Australii czy w Ameryce Południowej. Liczba członków wzrosła z 50 do ponad 500, skupiając kobiety i mężczyzn z prawie 40 krajów. Milton Friedman z rewerencją opisał znaczenie konferencji: Towarzystwo Mont Pelerin jest prawdziwą duchową fontanną młodości, do której wszyscy co roku możemy przyjść, by odnowić naszego ducha i naszą wiarę wśród rosnących wciąż szeregów innych wiernych.
Aby zostać członkiem towarzystwa trzeba uzyskać rekomendacje dwóch członków, uczestniczyć w kilku zjazdach i następnie zostać zaaprobowanym przez zarząd.

## Cele
Członkowie Stowarzyszenia, w swoim statucie (ang. Statement of Aims) uchwalonym podczas pierwszego zjazdu, wskazali na niebezpieczeństwa, jakie według nich stoją przed ludzką cywilizacją. Naukowcy wymienili między innymi: ograniczanie wolności myśli i wypowiedzi, zmniejszenie roli jednostki na rzecz władzy odgórnej, upadek wartości moralnych, wzrastającą popularność ideologii podważającej celowość idei rządów prawa czy zaprzeczeniu wiary we własność prywatną oraz wolny rynek oraz brak rozproszonej władzy, jako gwaranta społeczeństwa w pełni wolnego (w rozumieniu klasycznym).
Jako główny cel, naukowcy wymienili dalsze badania w takich sferach jak:
1. Analiza i badanie natury obecnego kryzysu, tak by uzmysłowić innym jego moralne i ekonomiczne pochodzenie.
2. Redefinicja funkcji państwa, aby wyraźniejszą uczynić różnicę pomiędzy systemem totalitarnym a liberalnym.
3. Metody przywrócenia rządów prawa oraz zapewnienia ich rozwoju w taki sposób, by jednostki i grupy nie były w stanie naruszać wolności i praw innych, a prawa osobiste nie mogły stać się podstawą agresywnej działalności władzy.
4. Możliwości wprowadzenia minimalnych standardów środkami, które nie przeszkadzają w funkcjonowaniu rynku.
5. Metody zwalczania nadużyć w historii dla wspomagania wyznań wrogich wolności [w ujęciu klasycznym].
6. Problem stworzenia międzynarodowego porządku sprzyjającego zachowaniu pokoju i wolności oraz umożliwiającemu tworzenie harmonijnych międzynarodowych stosunków gospodarczych.

## Członkowie pierwszej konferencji MPS
Czterdzieści osobistości wzięło udział w pierwszej konferencji w Mont-Pèlerin w dniach 1–10 kwietnia 1947 r:
1. Maurice Allais
2. Carlo Antoni(inne języki)
3. Hans Barth
4. Karl Brandt(inne języki)
5. Herb Cornuelle(inne języki)
6. John A. Davenport
7. Stanley Dennison(inne języki)
8. Aaron Director(inne języki)
9. Walter Eucken
10. Erick Eyck
11. Milton Friedman
12. Harry Gideonse(inne języki)
13. Frank Graham
14. Friedrich Hayek
15. Henry Hazlitt
16. Floyd Harper
17. Trygve Hoff
18. Albert Hunold
19. Carl Iversen(inne języki)
20. John Jewkes(inne języki)
21. Bertrand de Jouvenel
22. Frank Knight
23. Fritz Machlup
24. Salvador de Madariaga
25. Henri de Lovinfosse(inne języki)
26. Loren Miller
27. Ludwig von Mises
28. Felix Morley(inne języki)
29. Michael Polanyi
30. Karl Popper
31. William Rappard(inne języki)
32. Leonard Read
33. George Révay
34. Lionel Robbins
35. Wilhelm Röpke
36. George Stigler
37. Herbert Tingsten(inne języki)
38. François Trevoux(inne języki)
39. Orval Watts(inne języki)
40. Veronica Wedgwood

## Prezesi MPS
Stowarzyszenie Mont Pelerin miało następujących prezesów:
1. Friedrich Hayek, Wielka Brytnia, 1947-61
2. Wilhelm Röpke, Szwajcaria, 1961-62
3. John Jewkes(inne języki), Wielka Brytania, 1962-64
4. Friedrich Lutz, Niemcy, 1964-67
5. Bruno Leoni, Włochy, 1967-68
6. Günter Schmölders(inne języki), Niemcy, 1968-70
7. Milton Friedman, USA, 1970-72
8. Arthur Shenfield, Wielka Brytania, 1972-74
9. Gaston Leduc(inne języki), Francja, 1974-76
10. George Stigler, USA, 1976-78
11. Manuel Ayau(inne języki), Gwatemala, 1978-80
12. Chiaki Nishiyama(inne języki), Japonia, 1980-82
13. Lord Harris of High Cross, Wielka Brytania, 1982-84
14. James M. Buchanan, USA, 1984-86
15. Herbert Giersch(inne języki), Niemcy, 1986-88
16. Antonio Martino, Włochy, 1988-90
17. Gary Becker, USA, 1990-92
18. Max Hartwell, Wielka Brytnia, 1992-94
19. Pascal Salin(inne języki), France, 1994-96
20. Edwin J. Feulner(inne języki), USA, 1996-98
21. Ramón Díaz(inne języki), Urugwaj, 1998-00
22. Christian Watrin(inne języki), Niemcy, 2000-02
23. Leonard P. Liggio, USA, 2002-04
24. Victoria Curzon-Price, Szwajcaria, 2004-06
25. Pedro Schwartz, Hiszpania, 2014-16
26. Peter J. Boettke, USA, 2016-18
27. John B. Taylor(inne języki), USA, 2018-2020
28. Linda Whetstone, Wielka Brytania, 2020-2021[14]
29. Gabriel Calzada, Hiszpania, 2021-[15]

## Laureaci Nagrody Nobla w dziedzinie ekonomii
Ośmiu ekonomistów, którzy należeli do MPS, zostało uhonorowanych Nagrodami Nobla w dziedzinie ekonomii:
1. Friedrich August von Hayek – 1974
2. Milton Friedman – 1976
3. George Stigler – 1982
4. James M. Buchanan – 1986
5. Maurice Allais – 1988
6. Ronald Coase – 1991
7. Gary Becker – 1992
8. Vernon Smith – 2002

## Inni ważni członkowie MPS
- Armen Alchian[17]
- Martin Anderson(inne języki)[17]
- John A. Baden(inne języki)[18]
- Danny Julian Boggs[17]
- Rhodes Boyson[17]
- William L. Breit(inne języki)[17]
- Yaron Brook(inne języki)[19]
- William F. Buckley Jr.[20]
- Steven N. S. Cheung(inne języki)[17]
- Warren Coats(inne języki)[17]
- Harold Demsetz[17]
- Donald J. Devine(inne języki)[17]
- Ross Eckert(inne języki)
- John Exter(inne języki)[17]
- David D. Friedman[17][21]
- Hannes Hólmsteinn Gissurarson(inne języki)[17]
- Otto von Habsburg[17]
- Ronald Hamowy(inne języki)[17]
- Steven F. Hayward(inne języki)[22]
- George Hilton[17]
- Israel Kirzner[17]
- Charles G. Koch[17]
- Henri Lepage[17]
- Leon Louw[17]
- Henry Maksoud[17]
- Henry Manne[17]
- Paul McCracken[17]
- Marcel van Meerhaeghe(inne języki)[17]
- Ernst-Joachim Mestmäcker(inne języki)[17]
- Maurice Newman[17]
- John O’Sullivan[17]
- J. Howard Pew(inne języki)[23]
- William H. Peterson(inne języki)[17]
- Madsen Pirie(inne języki)[17]
- Richard Posner[24]
- Enoch Powell[25]
- Alvin Rabushka(inne języki)[17]
- Richard W. Rahn(inne języki)[26]
- Alan Reynolds[17]
- Ljubo Sirc(inne języki)[17]
- Beryl W. Sprinkel[17]
- Gordon Tullock[17]
- Mario Vargas Llosa[27]
- Leland B. Yeager(inne języki)[17]
- Ludwig Erhard[11]
- Vaclav Claus[11]
- Luigi Einaudi[11]

## Polscy członkowie MPS
- Błażej Moder[28]
- Paweł Lisiewicz[29]
- Jan Michał Małek[30]
- Jan Winiecki[31]
- Andrzej Brzeski[32]
- Eugeniusz Zaleski[33]
- Janusz Lewandowski[34]
- Leszek Balcerowicz[35]
- Jarosław Romańczuk[36]